# Santa Cecília do Sul
Santa Cecília do Sul is een gemeente in de Braziliaanse deelstaat Rio Grande do Sul. De gemeente telt 1.776 inwoners (schatting 2009).